# Saison 1942-1943 de la LNH
Saison précédente Saison suivante
La saison 1942-1943 est la vingt-sixième saison régulière de la Ligue nationale de hockey, ligue majeur du hockey sur glace en Amérique du Nord. Après l'abandon des Americans de New York, il n'y a plus que six équipes qui participe à la saison régulière. C'est alors le début de ce qui sera appelé par la suite The Original Six, en français « les six équipes originales », le début de l'ère moderne du hockey Nord-Américain. Cette période prend fin au début 25 ans plus tard, au début de la saison 1967-1968. Cette saison 1942-1943 a lieu alors que le monde est plongé dans la Seconde Guerre mondiale, de nombreux talents rejoignant le front des opérations. La saison voit également la disparition de Frank Calder, membre fondateur de l'Association nationale de hockey puis président de la LNH depuis sa création, en 1917.
Au cours de la saison régulière, les six équipes jouent chacune 50 rencontres, les Red Wings de Détroit finissant premiers de la saison régulière. Les quatre meilleurs formations de la saison — dans l'ordre : les Red Wings, les Bruins de Boston, les Maple Leafs de Toronto et les Canadiens de Montréal — participent aux séries éliminatoires de la Coupe Stanley, sous leur nouveau format avec seulement deux tours. Les Red Wings, battus lors des deux finales précédentes, continuent sur leur lancée de la saison régulière et battent Toronto puis les Bruins pour mettre la main sur la troisième Coupe Stanley de leur histoire.

## Saison régulière

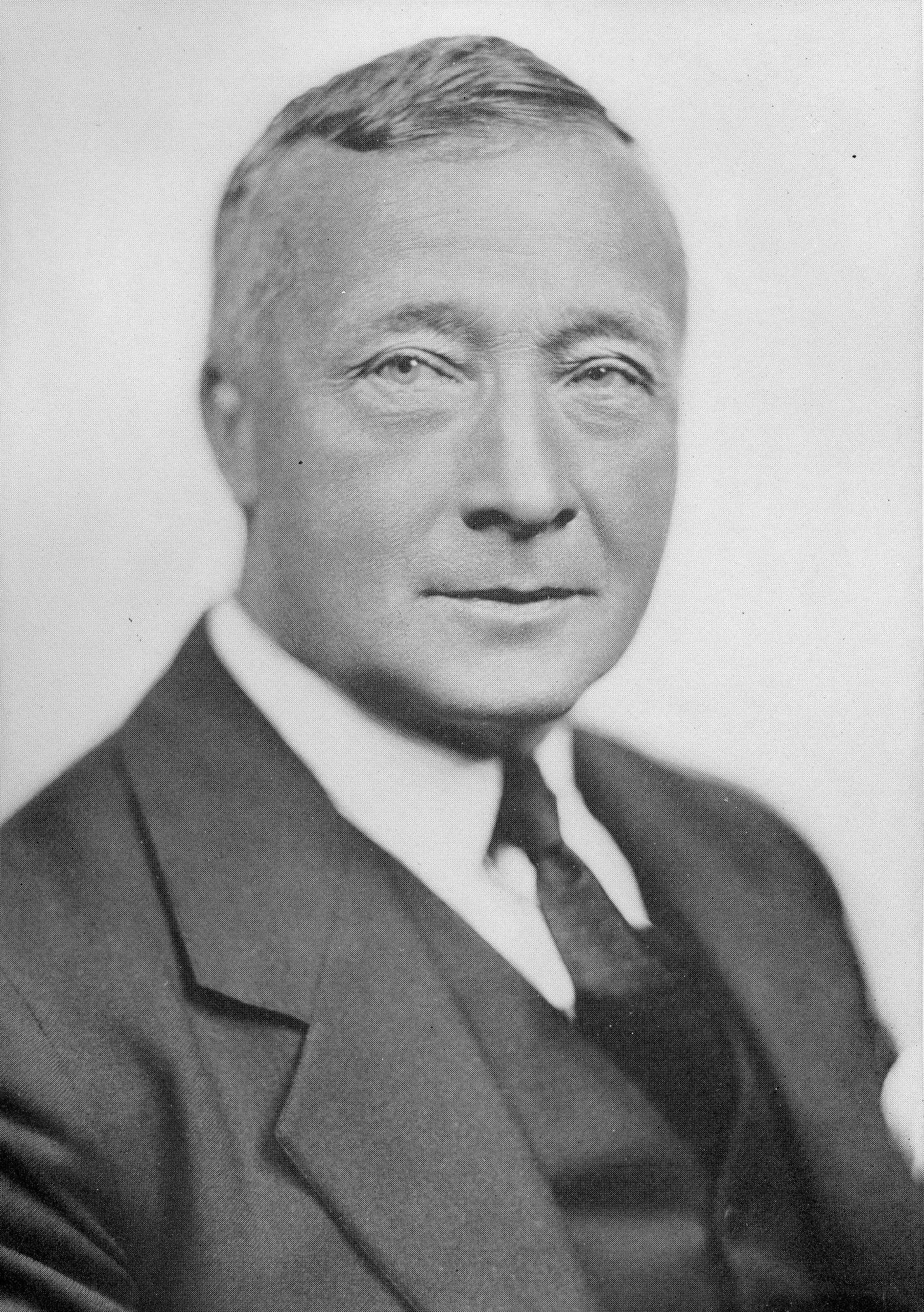
Frank Calder meurt en 1943 d'une crise cardiaque.

Contrairement à la saison précédente, les Rangers de New York sentent l'influence de la Seconde Guerre mondiale en perdant nombre de leurs joueurs dont Art Coulter, Alex Shibicky, les frères Colville ou encore Bill Juzda.
Le 25 janvier 1943, une réunion des dirigeants de la ligue a lieu afin d'améliorer les séries éliminatoires. Ainsi, il est décidé de commencer les séries le 20 mars et de les passer au meilleur des sept matchs : il faut donc alors qu'une équipe remporte quatre rencontres pour gagner la série. Cependant, l'après-midi même de cette réunion alors que le président de la ligue Frank Calder discute avec Red Dutton, propriétaire des Americans, l'entraîneur des Maple Leafs de Toronto fait remarquer que Calder n'a pas l'air bien. Calder répond que ce n'est rien et qu'il se sent bien quand tout à coup son visage se crispe de douleur. Il fait quelques pas puis déclare « mon Dieu, il y a quelque chose qui ne tourne pas rond ! ». Il est emmené à sa chambre d'hôtel pour se reposer et les docteurs diagnostiquent une attaque cardiaque. Sur l'insistance d'un spécialiste, Calder est admis à l'hôpital St.Michael de Toronto où il subit une seconde attaque. Après une semaine passée à l'hôpital, Calder peut retourner à Montréal et est admis à l'hôpital général de Montréal. Il meurt d'une attaque cardiaque dans ce même hôpital alors qu'il était en train de consulter un livre de la ligue. Il a alors 65 ans et est remplacé par Dutton.
Cette année-là, l'équipe des Canadiens de Montréal continue de progresser et Dick Irvin leur entraineur fait jouer ensemble Elmer Lach, Toe Blake et Joe Benoit qui constituent la « Punch Line ». Depuis Howie Morenz au cours de saison 1929-1930 de la LNH, Benoit devient le premier joueur de hockey sur glace Canadien à dépasser la barre symbolique des trente buts. Les Canadiens ne se qualifient cependant que d'un point et sont éliminés en demi-finale par les Bruins de Boston.
Les Red Wings de Détroit sont l'équipe de l'année : ils finissent premiers de la ligue et leur gardien, Johnny Mowers, remporte le Trophée Vézina. Les Red Wings gagnent la moitié des rencontres de la saison régulière.

### Classement final
| Clt   | Équipe                 | PJ | V  | D  | N  | BP  | BC  | Pts |
| ----- | ---------------------- | -- | -- | -- | -- | --- | --- | --- |
| +001, | Red Wings de Détroit   | 50 | 25 | 14 | 11 | 169 | 124 | 61  |
| +002, | Bruins de Boston       | 50 | 24 | 17 | 9  | 195 | 176 | 57  |
| +003, | Maple Leafs de Toronto | 50 | 22 | 19 | 9  | 198 | 159 | 53  |
| +004, | Canadiens de Montréal  | 50 | 19 | 19 | 12 | 181 | 191 | 50  |
| +005, | Black Hawks de Chicago | 50 | 17 | 18 | 15 | 179 | 180 | 49  |
| +006, | Rangers de New York    | 50 | 11 | 31 | 8  | 161 | 253 | 30  |

- En gras : Vainqueur du trophée Prince de Galles
- En italique : qualifié pour les séries éliminatoires

### Meilleurs pointeurs
Doug Bentley est le meilleur pointeur de la saison avec soixante-treize points ; il égale par la même occasion le plus haut total de points inscrits par un joueur sur une saison depuis Cooney Weiland en 1929-1930.
| Joueur          | Équipe   | PJ | B  | A  | Pts | Pun |
| --------------- | -------- | -- | -- | -- | --- | --- |
| Doug Bentley    | Chicago  | 50 | 33 | 40 | 73  | 18  |
| Bill Cowley     | Boston   | 48 | 27 | 45 | 72  | 10  |
| Max Bentley     | Chicago  | 47 | 26 | 44 | 70  | 2   |
| Lynn Patrick    | New York | 50 | 22 | 39 | 61  | 28  |
| Lorne Carr (en) | Toronto  | 50 | 27 | 33 | 60  | 15  |
| Billy Taylor    | Toronto  | 50 | 18 | 42 | 60  | 2   |

## Séries éliminatoires de la Coupe Stanley

### Tableau récapitulatif
|  | Demi-finales           | Demi-finales     |   |  | Finale               | Finale |  |
|  |                        |                  |   |  |                      |        |  |
|  | Red Wings de Détroit   | 4                |   |  |                      |        |  |
|  | Maple Leafs de Toronto | 2                |   |  |                      |        |  |
|  |                        |                  |   |  | Red Wings de Détroit | 4      |  |
|  |                        | Bruins de Boston | 0 |  |                      |        |  |
|  | Bruins de Boston       | 4                |   |  |                      |        |  |
|  | Canadiens de Montréal  | 1                |   |  |                      |        |  |

### Finale de la Coupe Stanley
| 1er avril | Red Wings de Détroit | 6-2 (1-1, 3-0, 2-1) | Bruins de Boston | Olympia Stadium 12 562 spectateurs |

| Feuille de match | Feuille de match | Feuille de match                | Feuille de match                                                                | Feuille de match                                     |
| ---------------- | --- | ------------------------------- | ------------------------------------------------------------------------------- | ---------------------------------------------------- |
|                  | J. Stewart (Abel, Liscombe) — 1 min 15 s - Bruneteau (Abel) — 21 min 21 s Abel — 35 min 43 s Carveth (Douglas) — 39 min 6 s Bruneteau (Abel, Liscombe) — 41 min 21 s Bruneteau (J. Stewart, Abel) — 56 min 24 s - | 1-0 1-1 2-1 3-1 4-1 5-1 6-1 6-2 | - A. Jackson (Cain) — 18 min 13 s - DeMarco (Guidolin, Gallinger) — 57 min 53 s | Arbitrage : Bill Chadwick Sam Babcock et Bert Hedges |
| Mowers           | Gardiens | Brimse                          |                                                                                 | Arbitrage : Bill Chadwick Sam Babcock et Bert Hedges |
|                  | |                                 |                                                                                 | Arbitrage : Bill Chadwick Sam Babcock et Bert Hedges |
| 37               | Tirs | 25                              |                                                                                 | Arbitrage : Bill Chadwick Sam Babcock et Bert Hedges |

| 4 avril | Red Wings de Détroit | 4-3 (0-0, 1-2, 3-1) | Bruins de Boston | Olympia Stadium 13 817 spectateurs |

| Feuille de match | Feuille de match | Feuille de match            | Feuille de match | Feuille de match                                   |
| ---------------- | --- | --------------------------- | --- | -------------------------------------------------- |
|                  | - Douglas (Orlando) — 37 min 6 s Carveth (Orlando) — 45 min 55 s Liscombe (Abel) — 46 min 21 s Howe (Wares) — 53 min 16 s - | 0-1 0-2 1-2 2-2 3-2 4-2 4-3 | Crawford (Chamberlain) — 30 min 16 s A. Jackson (Cowley, Cain) — 31 min 4 s - A. Jackson (Cowley, Hollett) — 56 min 38 s | Arbitrage : King Clancy Bert Hedges et Sam Babcock |
| Mowers           | Gardiens | Brimse                      | | Arbitrage : King Clancy Bert Hedges et Sam Babcock |
|                  | |                             | | Arbitrage : King Clancy Bert Hedges et Sam Babcock |
| 31               | Tirs | 19                          | | Arbitrage : King Clancy Bert Hedges et Sam Babcock |

| 7 avril | Bruins de Boston | 0-4 (0-2, 0-0, 0-2) | Red Wings de Détroit | Boston Garden 14 880 spectateurs |

| Feuille de match | Feuille de match | Feuille de match | Feuille de match                                                                                                   | Feuille de match                                      |
| ---------------- | ---------------- | ---------------- | --- | ----------------------------------------------------- |
|                  | -                | 0-1 0-2 0-3 0-4  | Grosso (Wares) — 3 min 46 s Grosso (Liscombe) — 10 min 16 s (SN) Douglas — 48 min 3 s Grosso (Wares) — 58 min 41 s | Arbitrage : Norman Lamport Sam Babcock et Bert Hedges |
| Brimsek          | Gardiens         | Mowers           | | Arbitrage : Norman Lamport Sam Babcock et Bert Hedges |
|                  |                  |                  | | Arbitrage : Norman Lamport Sam Babcock et Bert Hedges |
|                  |                  |                  | | Arbitrage : Norman Lamport Sam Babcock et Bert Hedges |

| 8 avril | Bruins de Boston | 0-2 (0-1, 0-1, 0-0) | Red Wings de Détroit | Boston Garden 12 954 spectateurs |

| Feuille de match, | Feuille de match, | Feuille de match, | Feuille de match,                           | Feuille de match,                                    |
| ----------------- | ----------------- | ----------------- | ------------------------------------------- | ---------------------------------------------------- |
|                   | -                 | 0-1 0-2           | Carveth — 12 min 9 s Liscombe — 22 min 15 s | Arbitrage : Bill Chadwick Sam Babcock et Bert Hedges |
| Brimsek           | Gardiens          | Mowers            |                                             | Arbitrage : Bill Chadwick Sam Babcock et Bert Hedges |
|                   |                   |                   |                                             | Arbitrage : Bill Chadwick Sam Babcock et Bert Hedges |
| 18                | Tirs              | 30                |                                             | Arbitrage : Bill Chadwick Sam Babcock et Bert Hedges |

## Honneurs remis aux joueurs et équipes
| Trophée                                                  | Joueur        | Équipe                 |
| -------------------------------------------------------- | ------------- | ---------------------- |
| Trophée Calder Meilleur joueur recrue                    | Gaye Stewart  | Maple Leafs de Toronto |
| Trophée Hart Meilleur joueur selon les journalistes      | Bill Cowley   | Bruins de Boston       |
| Trophée Lady Byng Joueur avec le meilleur esprit sportif | Max Bentley   | Black Hawks de Chicago |
| Trophée Vézina Meilleur gardien de but                   | Johnny Mowers | Red Wings de Détroit   |

| Trophée                                                                       | Équipe               |
| ----------------------------------------------------------------------------- | -------------------- |
| Trophée Prince de Galles Équipe de la saison régulière avec le plus de points | Red Wings de Détroit |
| Trophée O'Brien Finaliste des séries                                          | Bruins de Boston     |
| Coupe Stanley Vainqueur des séries                                            | Red Wings de Détroit |

| Position       | Première équipe | Première équipe        | Deuxième équipe | Deuxième équipe        |
| Position       | Joueur          | Équipe                 | Joueur          | Équipe                 |
| -------------- | --------------- | ---------------------- | --------------- | ---------------------- |
| Gardien de but | Johnny Mowers   | Red Wings de Détroit   | Frank Brimsek   | Bruins de Boston       |
| Défenseur      | Earl Seibert    | Black Hawks de Chicago | Jack Crawford   | Bruins de Boston       |
| Défenseur      | Jack Stewart    | Red Wings de Détroit   | Flash Hollett   | Bruins de Boston       |
| Ailier gauche  | Doug Bentley    | Black Hawks de Chicago | Lynn Patrick    | Rangers de New York    |
| Centre         | Bill Cowley     | Bruins de Boston       | Syl Apps        | Maple Leafs de Toronto |
| Ailier droit   | Lorne Carr      | Maple Leafs de Toronto | Bryan Hextall   | Rangers de New York    |
| Entraîneur     | Jack Adams      | Red Wings de Détroit   | Art Ross        | Bruins de Boston       |